# Luxemburgs voetbalelftal in 1989
Het Luxemburgs voetbalelftal speelde in totaal vijf interlands in het jaar 1989, alle wedstrijden in de kwalificatiereeks voor de WK-eindronde 1990 in Italië. De nationale selectie stond onder leiding van bondscoach Paul Philipp, de opvolger van de in 1985 opgestapte Josy Kirchens. Vier spelers begonnen in 1989 in alle vijf duels in de basis: John van Rijswijck, Marcel Bossi, Marc Birsens en Jean-Paul Girres.

## Balans
| Wedstrijden | Wedstrijden | Wedstrijden | Wedstrijden | Doelpunten | Doelpunten | Doelpunten | Punten |
| Gespeeld    | Winst       | Gelijk      | Verlies     | Voor       | Tegen      | Saldo      | Punten |
| ----------- | ----------- | ----------- | ----------- | ---------- | ---------- | ---------- | ------ |
| 5           | 0           | 1           | 4           | 2          | 15         | –13        | 0.200  |

## Interlands
|                                                          |                                                                           |       |           |                                                                                  |
| 9 mei WK-kwalificatie № 372 «onderlinge duels» 17:30 uur | Tsjecho-Slowakije                                                         | 4 – 0 | Luxemburg | Stadion Sparty, Praag Toeschouwers: 16.400 Scheidsrechter: Thomas Donnelly (NIR) |
| 9 mei WK-kwalificatie № 372 «onderlinge duels» 17:30 uur | Stanislav Griga 6' Tomáš Skuhravý 76' Michal Bílek 81' Tomáš Skuhravý 84' |       |           | Stadion Sparty, Praag Toeschouwers: 16.400 Scheidsrechter: Thomas Donnelly (NIR) |

|                                                           |           | |        |                                                                                               |
| 1 juni WK-kwalificatie № 373 «onderlinge duels» 20:00 uur | Luxemburg | 0 – 5 | België | Stade Grimonprez-Jooris, Rijsel Toeschouwers: 9.100 Scheidsrechter: Borislav Alexandrov (BUL) |
| 1 juni WK-kwalificatie № 373 «onderlinge duels» 20:00 uur |           | 13' Marc Van der Linden 53' Marc Van der Linden 64' Marc Van der Linden 66' Patrick Vervoort 89' Marc Van der Linden |        | Stade Grimonprez-Jooris, Rijsel Toeschouwers: 9.100 Scheidsrechter: Borislav Alexandrov (BUL) |

|                                                               |           |                                            |          |                                                                                         |
| 11 oktober WK-kwalificatie № 374 «onderlinge duels» 20:15 uur | Luxemburg | 0 – 3                                      | Portugal | Ludwigspark Stadion, Saarbrücken Toeschouwers: 1.800 Scheidsrechter: John Purcell (IRL) |
| 11 oktober WK-kwalificatie № 374 «onderlinge duels» 20:15 uur |           | 43' Rui Águas 53' Rui Águas 72' Rui Barros |          | Ludwigspark Stadion, Saarbrücken Toeschouwers: 1.800 Scheidsrechter: John Purcell (IRL) |

|                                                               |                    |       |                 |                                                                                        |
| 25 oktober WK-kwalificatie № 375 «onderlinge duels» 20:15 uur | België             | 1 – 1 | Luxemburg       | Heizelstadion, Brussel Toeschouwers: 11.549 Scheidsrechter: Gudmundur Haraldsson (ISL) |
| 25 oktober WK-kwalificatie № 375 «onderlinge duels» 20:15 uur | Bruno Versavel 85' |       | 88' Guy Hellers | Heizelstadion, Brussel Toeschouwers: 11.549 Scheidsrechter: Gudmundur Haraldsson (ISL) |

|                                                                |                                              |       |                 |                                                                                      |
| 15 november WK-kwalificatie № 376 «onderlinge duels» 20:15 uur | Zwitserland                                  | 2 – 1 | Luxemburg       | Espenmoos Stadion, Sankt Gallen Toeschouwers: 2.500 Scheidsrechter: Ben Itzhak (ISR) |
| 15 november WK-kwalificatie № 376 «onderlinge duels» 20:15 uur | Christophe Bonvin 54' Kubilay Türkyilmaz 62' |       | 14' Théo Malget | Espenmoos Stadion, Sankt Gallen Toeschouwers: 2.500 Scheidsrechter: Ben Itzhak (ISR) |

## Statistieken
| John van Rijswijck | 1962-01-16 | Union Luxembourg     | 5 | 0 | 0 | 33 | 0 |
| Verdediging        |            |                      |   |   |   |    |   |
| Marc Birsens       | 1966-09-17 | Union Luxembourg     | 5 | 0 | 0 | 6  | 0 |
| Marcel Bossi       | 1960-01-14 | Jeunesse Esch        | 5 | 0 | 0 | 47 | 0 |
| René Scheuer       | 1962-02-12 | Red Boys Differdange | 4 | 0 | 0 | 13 | 0 |
| Carlo Weis         | 1958-12-04 | Avenir Beggen        | 4 | 0 | 0 | 55 | 0 |
| Hubert Meunier     | 1959-12-14 | Avenir Beggen        | 2 | 0 | 0 | 55 | 0 |
| Pierre Petry       | 1961-07-13 | Jeunesse Esch        | 2 | 0 | 0 | 13 | 0 |
| Middenveld         |            |                      |   |   |   |    |   |
| Jean-Paul Girres   | 1961-01-06 | Avenir Beggen        | 5 | 0 | 0 | 47 | 0 |
| Guy Hellers        | 1964-10-10 | Standard Luik        | 4 | 0 | 1 | 28 | 1 |
| Théo Malget        | 1961-03-02 | FC Wiltz 71          | 3 | 2 | 1 | 32 | 2 |
| Jeff Saibene       | 1968-09-13 | FC Aarau             | 3 | 2 | 0 | 9  | 0 |
| Joel Groff         | 1968-09-11 | Union Luxembourg     | 3 | 0 | 0 | 3  | 0 |
| Gérard Jeitz       | 1961-03-10 | Union Luxembourg     | 2 | 2 | 0 | 19 | 0 |
| Théo Scholten      | 1963-01-04 | Jeunesse Esch        | 1 | 3 | 0 | 20 | 0 |
| Aanval             |            |                      |   |   |   |    |   |
| Robert Langers     | 1960-08-01 | OGC Nice             | 3 | 0 | 0 | 37 | 4 |
| Armin Krings       | 1962-11-22 | Avenir Beggen        | 2 | 0 | 0 | 9  | 1 |
| Jeannot Reiter     | 1958-10-14 | Spora Luxembourg     | 1 | 1 | 0 | 49 | 5 |
| Patrick Morocutti  | 1968-02-19 | Union Luxembourg     | 1 | 0 | 0 | 4  | 0 |

FLF · A-internationals · Bondscoaches · Statistieken · Luxemburgs vrouwenelftal · Luxemburg U21 · Luxemburg U19 · Luxemburg U18 · Luxemburg U17 · Luxemburg U16
1911 – 1919 ·
1920 – 1929 ·
1930 – 1939 ·
1940 – 1949 ·
1950 – 1959 ·
1960 – 1969 ·
1970 – 1979 ·
1980 – 1989 ·
1990 – 1999 ·
2000 – 2009 ·
2010 – 2019 ·
2020 − 2029
OS 1920 · 
OS 1924 · 
OS 1928 · 
OS 1936 · 
OS 1948 · 
OS 1952
1911 · 
1912 · 
1913 · 
1914 · 
1915 · 1916 · 1917 · 1918 · 1919 · 
1920 · 
1921 · 1922 · 1923 · 
1924 · 
1925 · 1926 · 
1927 · 
1928 · 
1929 · 1930 · 1931 · 1932 · 1933 · 
1934 · 
1935 · 
1936 · 
1937 · 
1938 · 
1939 · 
1940 · 
1941 · 1942 · 1943 · 1944 · 
1945 · 
1946 · 
1947 · 
1948 · 
1949 · 
1950 · 
1952 · 
1952 · 
1953 · 
1954 · 
1955 · 
1956 · 
1957 · 
1958 · 
1959 · 
1960 · 
1961 · 
1962 · 
1963 · 
1964 · 
1965 · 
1966 · 
1967 · 
1968 · 
1969 · 
1970 · 
1971 · 
1972 · 
1973 · 
1974 · 
1975 · 
1976 · 
1977 · 
1978 · 
1979 · 
1980 · 
1981 · 
1982 · 
1983 · 
1984 · 
1985 · 
1986 · 
1987 · 
1988 · 
1989 · 
1990 · 
1991 · 
1992 · 
1993 · 
1994 · 
1995 · 
1996 · 
1997 · 
1998 · 
1999 · 
2000 · 
2001 · 
2002 · 
2003 · 
2004 · 
2005 · 
2006 · 
2007 · 
2008 · 
2009 · 
2010 · 
2011 · 
2012 · 
2013 · 
2014 · 
2015 ·
2016 ·
2017 ·
2018 ·
2019 ·
2020 ·
2021
Afghanistan ·
Albanië ·
Algerije ·
Armenië ·
Azerbeidzjan ·
België ·
Bosnië en Herzegovina ·
Brazilië ·
Bulgarije ·
Canada ·
Cyprus ·
DDR ·
Denemarken ·
(West-)Duitsland ·
Egypte ·
Engeland ·
Estland ·
Faeröer ·
Finland ·
Frankrijk ·
Gambia ·
Georgië ·
Griekenland ·
Hongarije ·
Ierland ·
IJsland ·
Israël ·
Italië ·
Japan ·
Joegoslavië ·
Kaapverdië ·
Kameroen ·
Kazachstan ·
Letland ·
Liechtenstein ·
Litouwen ·
Madagaskar ·
Malta ·
Marokko ·
Mexico ·
Moldavië ·
Montenegro ·
Myanmar ·
Nederland ·
Nigeria ·
Noord-Ierland ·
Noord-Macedonië ·
Noorwegen ·
Oekraïne ·
Oostenrijk ·
Polen ·
Portugal ·
Qatar ·
Roemenië ·
Rusland ·
San Marino ·
Saoedi-Arabië ·
Schotland ·
Senegal ·
Servië ·
Servië en Montenegro ·
Slovenië ·
Slowakije ·
Sovjet-Unie ·
Spanje ·
Thailand ·
Togo ·
Tsjechië ·
Tsjecho-Slowakije ·
Turkije ·
Uruguay ·
Verenigde Staten ·
Wales ·
Wit-Rusland ·
Zuid-Korea ·
Zweden ·
Zwitserland